# Fernando Velázquez
Fernando Velázquez é artista visual, nasceu em Montevidéu, Uruguai, em 1970. Vive e trabalha em São Paulo. 

## Biografia
Fernando Velázquez é Mestre em Moda, Arte e Cultura pelo Senac-SP e tem especialização em "Video e tecnologias on/off line" pelo Mecad de Barcelona. Sua prolífica produção já foi premiada pela Bolsa de Estímulo à Criação Artística em Artes Visuais da Funarte (São Paulo, 2010), pelo 8º Prêmio Sérgio Motta de Arte e Tecnologia (São Paulo, 2009), pelo Prêmio “Vida Artificial 11.0” (Madri, 2008) e Prêmio Mídias Locativas Arte.mov do Festival Internacional de Mídias Móveis (Belo Horizonte, 2008), entre outros.  
Das várias exposições coletivas de que participou, destacam-se  "The Matter of Photography in the Americas" (Cantor Arts Center, Universidade de Stanford, USA, 2018), a Bienal de Arte e Tecnologia "Emoção Art.ficial" no instituto Itaú Cultural em 2012, a Bienal de Arte e Tecnologia WRO (Wroclaw, Polônia, 2011), o Mapping Festival (Genevra, Suiça, 2011) a 7ª Bienal do Mercosul (Porto Alegre,2009), o FILE – Festival Internacional de Linguagem Eletrônica (São Paulo, 2005, 2006, 2008, 2009 e 2010) e o Pocket Film Festival no Centre Pompidou (Paris, 2007). Dentre as exposições individuais se destacam "Reconhecimento de Padrões", no MAC - Museu de Arte Contemporânea de Goiás, (Goiânia, 2014), "Mindscapes" no EAC – Espaço de Arte Contemporâneo em Montevidéu-Uruguay em 2011, “Video works”, no Parque das Ruínas, no Rio de Janeiro em 2010, e a mostra realizada no Centro Cultural São Paulo em 2008.  
Foi professor convidado na PUC-SP, FAAP-SP e Senac-SP e tem ministrado palestras e workshops em instituições públicas, privadas e do terceiro setor como por exemplo, Stony Brook University (Nova Iorque), Cyberfest (São Petesburgo, Rússia), Naustruch (Sabadell, Espanha), Visiones Sonoras (Morelia, México). Em 2014 cria junto a Lucas Bambozzi o projeto MOLA, um grupo de estudos em arte, ciência e tecnologia, que acontece junto à Escola Entrópica do Instituto Tomie Ohtake, em São Paulo.

## Obra
Suas obras incluem vídeos, instalações e objetos interativos, performances audiovisuais e imagens geradas com recursos algorítmicos. Na sua pesquisa explora a relação entre Natureza e Cultura colocando em diálogo dois tópicos principais, as capacidades perceptivas do corpo humano e a mediação da realidade por dispositivos técnicos. Se interessa pelo cruzamento da arte com outras áreas do conhecimento como a ciência, a filosofia e a antropologia visual de forma a construir processos e metodologias híbridas.   
A partir de 2004 aprofunda a pesquisa no âmbito da performance audiovisual em tempo real, e desde então tem se apresentado em festivais no Brasil e no exterior com destaque para: on/off (Itaú Cultural, São Paulo - 2012 curador, Roberto Moreira; e 2014, curador: Lucas Bambozzi), Live Cinema (Sesc Pompeia, São Paulo - 2009, Oi Futuro, Rio de Janeiro - 2012, 2014 curador: Luiz Duva), Festival Multiplicidade (Oi Futuro, Rio de Janeiro - 2013, curador: Batman Zavareze), Kinobeat (Porto Alegre, 2014, curador: Gabriel Ceballos), FAD - Festival de Arte Digital (Belo Horizonte, 2012 e 2014, curadores: Tee Micelli e Henrique Roscoe), Festival Eletronika (Belo Horizonte, 2012 e 2014), SpUrban (São Paulo, 2016, curadora: Marília Pasculli), Arte.mov (Cachoeira e Salvador, 2011), Mapping Festival (Genebra, 2011), LPM (Roma, 2011), Cyland (São Petersburgo, 2012), Media Live (Boulder, 2012) e Currents (Santa Fé, 2012) ocasião na qual Woody Vasulka & Stenia Vasulka e Gene Youngblood estavam presentes na platéia. 
Fernando Velázquez tem colaborado com diversos artistas como Lucas Bambozzi, Giselle Beiguelman, Lucia Leão, Francisco Lapetina, Chelpa Ferro, Nacho Durán, Julià Carboneras, Marcus Bastos, Mauricio Fleury, Dudu Tsuda, Rodrigo Gontijo, Marcelo Bressanin e Pedro Ricco (Duo B). 
Tem publicado 3 livros, "Ruído" (Livro de Artista, edição independente referente ao Prêmio Proac de Edição de Livro de Artista da Prefeitura Municipal de São Paulo, 2014), "Fernando Velázquez" com textos de Marcus Bastos, Bronac Ferran e David Barro (Dardo-Ds: Santiago de Compostela, Espanha,  2012. ISBN 9788492772-285) e "Mindscapes" com textos do artista e de Lucia Leão (Zipper Galeria: São Paulo, Brasil, 2012. ISBN 978-85-66065-00-8). 
Paralelamente a sua produção como artista vem desenvolvendo pesquisa no âmbito da curadoria tendo idealizado e/ou curado as seguintes exposições e projetos, dentre eles: Motomix 2007 (festival de novas mídias, Cinemateca Brasileira, São Paulo, 2007), Papermind Brasil (publicação lançada no projeto Tijuana da Galeria Vermelho em 2009), Projeto !wr? (exposição e publicação realizada na Galeria Zipper em São Paulo em 2013), Festival Manobra (Casa das Caldeiras, 2009), Adrenalina (exposição apresentada no Red Bull Station em São Paulo em 2015) e Periscopio (exposição apresentada na Galeria Zipper em São Paulo e no EAC -espaço de Arte Contemporâneo em Montevidéu).  
Em julho de 2014 foi convidado a apresentar um projeto para o Red Bull Station onde passa a atuar como curador e diretor artístico desde janeiro de 2015. O projeto proposto, de base transdisciplinar, incluiu dentre outros a criação dos programas "sófálá" (slam de poesia), Cine Performa (evento dedicado ao documentário e cinema ao vivo) e um ciclo de palestras em torno da criação e o processo criativo nas artes. Em 2016 coordenou um grupo formado por convocatória aberta para a criação e produção da Faz - feira de cultura maker. No período também de acompanhou a produção de 5 turmas de artistas em residência, comissionou obras sites specific dos artistas Rodrigo Sassi e Thiago Bortolozzo, apresentou instalações de Andre Komatzu, Gisella Motta e Leandro Lima e Luisa Puterman e exposições de Andre Penteado, Moisés Patricio e Diogo de Moraes. Em 2017 no âmbito do Red Bull Music Festival São Paulo foi o curador da exposição "Racionais Mc's - 3 décadas de história" em 2018 por ocasião da Residência Pulso foi  curador da mostra "Recosynth" com sintetizadores realizados por Arthur Joly. 
O artista é representado pela Zipper Gallery em São Paulo e Bossa Gallery em Miami. 

## Formação
. Doutorado em Comunicação e Semiótica, PUC, São Paulo, 2009-2012 (inconcluso)
. Mestre em Moda, Arte e Cultura – Faculdade Senac de Moda, São Paulo, Brasil, 2007.
. Especialização em Vídeo e Tecnologias Digitais on-line/off-line – Mecad, Barcelona, Espanha, 2006.
. Design de multimídia - Faculdade Senac de Comunicação e Artes, 2005. 
. European Mobile Lab for Interactive Media Artists – Universidade de Atenas (Grécia), Universidade de Artes Aplicadas de Viena (Áustria) e Universidade de Lapland (Finlândia), 2008-2009.
. Faculdade de Arquitetura, Montevidéu-Uruguai, 1991-1996 
. Escola Universitária de Música, Montevidéu-Uruguai, 1990-1993 

## Exposições Individuais
. Galeria Zipper, São Paulo, Brasil - 2018
. O Sitio, Florianópolis, Brasil, [curadoria: Josué Mattos], 2017
. Bossa Gallery - Miami, EUA - 2015
. Reconhecimento de Padrões, exposição individual, MAC - Goiânia - 2014
. Galeria Zipper, São Paulo, Brasil - 2014
. Mindscapes, Galeria Zipper, São Paulo, Brasil - 2012
. EAC – Espaço de Arte Contemporâneo, Montevidéu-Uruguay - 2011
. Hacklab – Galeria da Universidade Federal do Recôncavo da Bahia, Cachoeira, Bahia, Brasil - 2011
. Naustruch, Sabadell , Catalunya, Espanha - 2011 
. Paisagens e auto-retratos – Parque das Ruinas, Rio de Janeiro, Brasil - 2010
. Programa Anual de Exposições do Centro Cultural São Paulo, São Paulo, Brasil - 2008
. Cero Uruguayo, Plataforma Centro MEC, Montevidéu, Uruguai - 2008 [curadoria: Ezequiel Steinman]
. Museu de Arte de Ribeirão Preto, São Paulo, Brasil - 2007 

## Exposições coletivas e festivais destacados
. The Matter of Photography in the Americas. Cantor Arts Center, Stanford University, Stanford-CA, EUA, 2018 [curadoria: Jodi Roberts and Natalia Brizuela]
. In Sonora, Madri, Espanha, 2018
. Mindscapes, Simon Center for Geometry and Physics, Stony Brook University, Nova Iorque, EUA, 2014
. Visiones Sonoras, CMAS, Morelia, México, 2014
. Reinventando o Mundo, Museu da Vale, Vitória-ES, Brasil, 2013 [curadoria: Franklin Pedroso]
. Emoção Artificial, Bienal de Arte e Tecnologia, Instituto Itaú Cultural, São Paulo, Brasil, 2012 [obra comissionada]
. Ciberfest, Cyland Art Media Lab, São Petesburgo, Russia
. Mapping Festival, Genebra, Suíça - 2011
. on_off, Itaú Cultual, São Paulo, Brasil - 2011 [obra comissionada, curadoria Roberto Cruz]
. WRO Biennale, WRO Art Center, Wroclaw, Poland – 2011
. Bienal de Cerveira, Cerveira, Portugal – 2011 [obra adquirida], 2016 e 2018
. Arte.Mov, MAM, Museu de Arte Moderna, Salvador, Bahia, Brasil – 2010
. 7ª  Bienal do Mercosul, Porto Alegre, Rio Grande do Sul, Brasil – 2009
. Fluid / Queens Museum of Art, New York, EUA - 2009
. 5ª Bienal Vento Sul, Vídeos de artista, Curitiba, Brasil – 2009 [curadoria de Fernando Cocchiaralle e Tom Lisboa]  
. Bienal de Tessalônica, Tessalônica, Grecia – 2009
. Pocket Film Festival - Forum des Images. Centre Pompidou, Paris, França – 2007
. Poéticas da Natureza, MAC – Museu de Arte Contemporânea, São Paulo, Brasil – 2008 [curadoria: Kátia Canton]

## Participação em Feiras
. Untitled (Miami, EUA), 2017 com a Zipper Galeria.
. SP Arte (São Paulo, Brasil), 2010 a 2018 com a Zipper Galeria.
. Art Rio (Rio de Janeiro, Brasil), 2011 a 2018 com a Zipper Galeria.
. Art 13 (Londres, Reino Unido), 2013 com a Zipper Galeria.
. SP Photo (São Paulo, Brasil), 2011 com a Zipper Galeria..
. Pinta (Nova Iorque, EUA), 2011 com a Zipper Galeria.

## Prêmios e distinções
. Prêmio Primer Concurso de Video Arte Casa de América, Madrid, Espanha, 2017
. XXIII Premio Internacional de Arte Gráfica Máximo Ramos, Menção Honrosa, Centro Torrente Ballester, Ferrol, Espanha, 2014
. Premio PROAC - Programa de Ações Culturais do Governo do Estado de São Paulo, Livro de Artista, 2013
. Obra comissionada, Emoção Artificial, Bienal de Arte e Tecnologia, Itaú Cultural, São Paulo, Brasil, 2012
. Obra adquirida, Bienal de Cerveira, Cerveira, Portugal, 2011
. Obra comissionada: on_off, Instituto Itaú Cultual, São Paulo, Brasil, 2011
. Bolsa Iberê Camargo – portfolio em destaque no site da instituição, 2011
. Programa Brasil Arte Contemporânea, Mostras de artistas no exterior, Fundação Bienal de São Paulo, São Paulo, Brasil, 2010
. Bolsa de Estímulo à Criação Artística em Artes Visuais Funarte, Brasil, 2010
. 8º Prêmio Sergio Motta de Arte e Tecnologia, Brasil, 2009
. Prêmio “Vida Artificial 11.0” incentivo a produção artística, Fundação Telefônica, Madri, Espanha, 2008
. Prêmio Mídias Locativas Arte.mov 
- Festival Internacional de Mídias Móveis, Belo Horizonte, Minas Gerais, 2008
. “2008 Culturas”, Madri, Espanha, 2008
. “8° Festival da Imagem" Menção especial do juri, Manizales, Colombia, 2009 
. “7° Festival da Imagem" Menção especial do juri, Manizales, Colombia, 2008 
. Finalista do Pocket Film Festival, Forum des Images, Centre Pompidou, Paris, França, 2007
. PAC – Programa de Ações Culturais do Governo de Estado de São Paulo para Novas Mídias, São Paulo, Brasil, 2006
. Prêmio Bahia Celular Filme, Salvador, Bahia, Brasil, 2006
. 31° Salão de Arte Contemporânea de Ribeirão Preto, Prêmio aquisição,  2006
. Bolsista Unesco/MECAD, 2006-07
. Bolsa Capes de Mestrado, Brasil,  2005
. Bolsa Capes de Iniciação Científica, Brasil, 2004

## Coleções Públicas
. Fundação Luis Seoane  - A Corunha, Espanha
. Fundação Bienal de Cerveira - Cerveira, Portugal
. Coleção da Cidade de São Paulo (acervo CCSP) - São Paulo, Brasil
. MAC - Museu de Arte Contemporâneo de Goiás. Goiânia, Brasil
. CCUFG - Museu do Centro Cultural da Universidade Federal de Gioás, Gioânia, Brasil
.  MARGS, Museu de Arte do Rio Grande do Sul, Porto Alegrel, Brasil
. MARP - Museu de Arte de Ribeirão Preto - Sao Paulo, Brasil
. Glenstone, Potomac, Maryland, EUA - (obra integrando a montagem permanente da instalação "Desvio para o Vermelho" de Cildo Meirelles)